# Grano (Dakota del Norte)
Grano es una ciudad ubicada en el condado de Renville en el estado estadounidense de Dakota del Norte. En el censo de 2010 tenía una población de 7 habitantes y una densidad poblacional de 8,98 personas por km².

## Geografía
Grano se encuentra ubicada en las coordenadas 48°36′55″N 101°35′20″O / 48.61528, -101.58889. Según la Oficina del Censo de los Estados Unidos, Grano tiene una superficie total de 0.78 km², de la cual 0.78 km² corresponden a tierra firme y (0%) 0 km² es agua.

## Demografía
Según el censo de 2010, había 7 personas residiendo en Grano. La densidad de población era de 8,98 hab./km². De los 7 habitantes, Grano estaba compuesto por el 100% blancos, el 0% eran afroamericanos, el 0% eran amerindios, el 0% eran asiáticos, el 0% eran isleños del Pacífico, el 0% eran de otras razas y el 0% pertenecían a dos o más razas. Del total de la población el 0% eran hispanos o latinos de cualquier raza.